# Ramsay Traquair

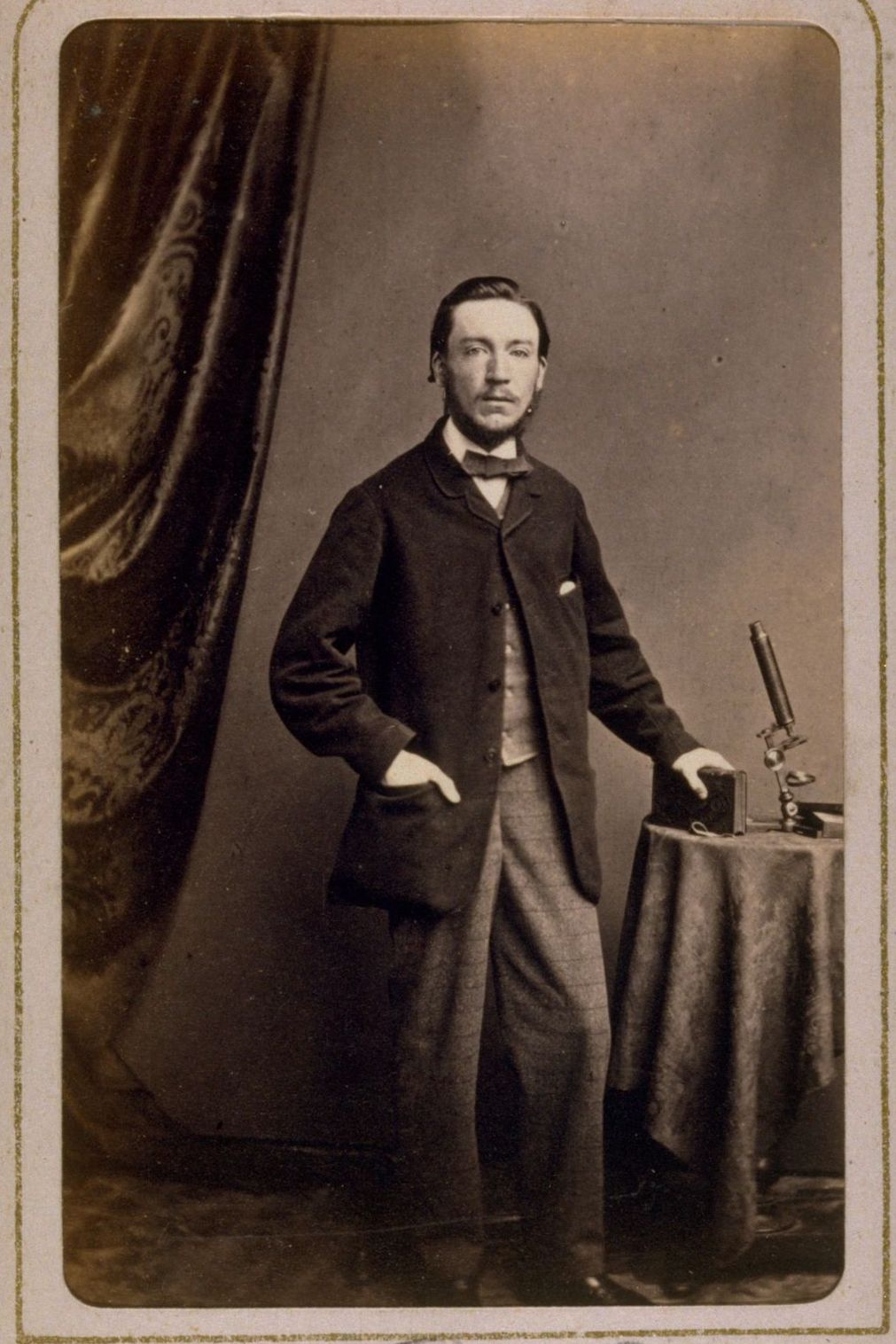
Ramsay Traquair

Ramsay Heatley Traquair (* 30. Juli 1840 in Rhynd; † 22. November 1912) war ein britischer Arzt und Paläontologe, spezialisiert auf fossile Fische.
Traquair wuchs in Edinburgh auf – wo sein Vater, ein Geistlicher, im Ruhestand lebte – und studierte Medizin an der Universität Edinburgh mit dem M.D. 1862, mit einer Dissertation über Anatomie von Fischen. Danach war er bis 1866 Demonstrator für Anatomie an der Universität Edinburgh, war kurz Professor an der Landwirtschaftsschule in Cirencester und war ab 1867 Professor für Zoologie am Royal College of Science in Dublin. Ab 1873 war er der erste Keeper der Sammlungen für Naturgeschichte am Museum of Science and Art in Edinburgh.
In Edinburgh baute er eine der damals besten Sammlungen fossiler Fische auf, die er zum Beispiel in der Schlucht von Dura Den in Fife und an anderen Stellen im Old-Red-Sandstein ausgrub. Er überarbeitete die ältere Taxonomie von Louis Agassiz und veröffentlichte eine Reihe von Monographien für die Palaeontographical Society. Seine Arbeit wurde auch von Archibald Geikie in dessen Geology of Eastern Five verwendet.
1871 wurde er Mitglied der Royal Irish Academy. 1881 wurde er Fellow der Royal Society, deren Royal Medal er 1907 erhielt. Außerdem war er Fellow der Royal Society of Edinburgh (deren Vizepräsident er war) und der Geological Society of London. 1901 erhielt er die Lyell Medal. 1893 wurde er Ehrendoktor der Universität Edinburgh. Er war Visiting Lecturer am Natural History Museum in London.
1873 heiratete er die Malerin Phoebe Anna Traquair (geb. Moss, 1852–1936), mit der er drei Kinder hatte. Sie illustrierte auch seine Arbeiten.